# 和平路 (高雄市)
和平路（Heping Rd.）為高雄市連結三民區、新興區、苓雅區及前鎮區的南北向重要道路，沿途經過高雄市文化中心、高雄師範大學。本道路共分成三個部分，北起於建國一路口，南止於原聯勤205兵工廠廠區圍牆邊，待兵工廠遷至大樹區後，未來將向南延伸至中山三路口銜接時代大道。

## 行經行政區域
（由北至南）
- 三民區
- 新興區
- 苓雅區
- 前鎮區

## 分段
和平路共分成三個部分：
- 和平一路：北起於建國一路口，南於三多二路口接和平二路。
- 和平二路：北於三多二路口接和平一路，南於一心一路口接和平三路。
- 和平三路：北於一心一路口接和平二路，南止於原聯勤205兵工廠廠區圍牆邊。

## 歷史
和平路原本只分為兩段，南端止於一心一路口續行籬仔內路，接著籬仔內路向東轉彎90°變為東西向，於凱旋四路口銜接班超路。
2020年5月11日，高雄市第七十期重劃區內的兩條新闢道路完工通車，其中一條是從南北向的籬仔內路轉彎處向南延伸至聯勤205兵工廠廠區圍牆邊的南北向六線道，且未來更將向南延伸至中山三路口銜接時代大道，另一條則是從同一路口向西連接至一心一路203巷轉彎處的東西向四線道。此外，南北向的籬仔內路路段亦拓寬為40公尺的六線道。
2022年，南北向之籬仔內路路段及其往南之新闢延伸段被命名為和平三路，而銜接東西向之籬仔內路路段至一心一路203巷的新闢道路連帶一心一路203巷之東西向路段則被統一命名為籬仔內路。至此籬仔內路變成一條東西向道路。

## 沿線設施
（由北至南）
- 和平一路
  - 三雅新公園
  - 捷運文化中心站
  - 高雄市立五福國民中學(門牌設於五福一路12號)
  - 高雄市文化中心(正門位於五福一路67號)
  - 高雄師範大學(116號)
    - 高雄師大郵局（高雄師範大學內）

  - 日本台灣交流協會高雄事務所（87號10樓）

- 和平二路
  - 全國加油站三多路站
  - 高雄市立光華國民中學(170號)

- 和平三路
  - 籬仔內公園

## 公車資訊
- 和平一路
  - 漢程客運
    - 168東 金獅湖站－金獅湖站
    - 168西 金獅湖站－金獅湖站
    - 168東區間 金獅湖站－金獅湖站
    - 168西區間 金獅湖站－金獅湖站
    - 72 金獅湖站－中正高工
    - 76 金獅湖站－歷史博物館
    - 77 昌福幹線 金獅湖站－歷史博物館

  - 統聯客運（市區公車）
    - 82 瑞豐站－三山國王廟

  - 港都客運
    - 52 建軍站－高雄火車站
    - 紅21 建軍站（捷運衛武營站）－捷運三多商圈站

  - 南台灣客運
    - 248 建軍站－鼓山輪渡站

  - 高雄客運
    - 8001 高雄－鳳山－林園（經高雄市政府四維行政中心、雄商）

- 和平二路
  - 統聯客運（市區公車）
    - 82 瑞豐站－三山國王廟

## 公共自行車
- 高雄市公共自行車租賃系統：
  - 三雅新公園：和平一路/河北一路(西南側)
  - 中正和平路口西北側：中正二路162號前方
  - 捷運文化中心站(2號出口)：中正二路51號(前)
  - 捷運文化中心站(3號出口)：和平一路165號(對面)
  - 和平五福一路口：和平一路/五福一路口(東南側)
  - 高雄師範大學(學生宿舍)：和平一路116號(學生宿舍前人行道)
  - 高雄市文化中心(和平一路)：和平一路116號(校門對面)
  - 高雄師範大學(活動中心)：和平一路116號(活動中心前人行道)
  - 和平和平一路80巷口：和平一路/和平一路80巷(東北側)
  - 三多和平一路口：三多二路/和平一路口(東北側)
  - 和平三多二路口：和平二路/三多二路(西南側)
  - 英德街公有民營停車場：和平二路英德街口(西南側人行道)
  - 光華國中(和平二路)：和平二路170號(校門口左側人行道)
  - 一心和平二路口：一心一路/和平二路(西南側)
  - 籬仔內公園：和平三路/籬仔內路(東南側)